# Ramphastos ariel
El tucán ariel (Ramphastos ariel) es una especie de ave del género Ramphastos. Este tucán habita en zonas selváticas del nordeste de Sudamérica. Nidifica en huecos en troncos o ramas de árboles. Se alimenta de frutos, invertebrados y pequeños vertebrados.

## Distribución y hábitat
Este taxón es endémico de las selvas y bosques del norte y nordeste del Brasil y al este de Bolivia, donde se distribuye mediante dos poblaciones. La primera lo hace en la selva tropical de la Amazonia y parches en el Cerrado, y la segunda por una franja litoral en el nordeste y este hasta el sudeste.
La población occidental se encuentra presente en los estados de: Pará, Goiás, Maranhão, Mato Grosso, Amazonas, Tocantins, Piauí, Rondonia y Distrito Federal. La aislada población litoral oriental se distribuye en dos subpoblaciones, la septentrional lo hace en el este de Pernambuco,  Alagoas y nordeste de Sergipe. La austral lo hace de norte a sur desde el sudeste de Bahía, Minas Gerais, Espírito Santo, Río de Janeiro, São Paulo, Paraná y el este de Santa Catarina en Bolivia se encuentra presente en el norte del Departamento de Santa Cruz, este de Departamento de Pando y centro del departamento del Beni.

## Características

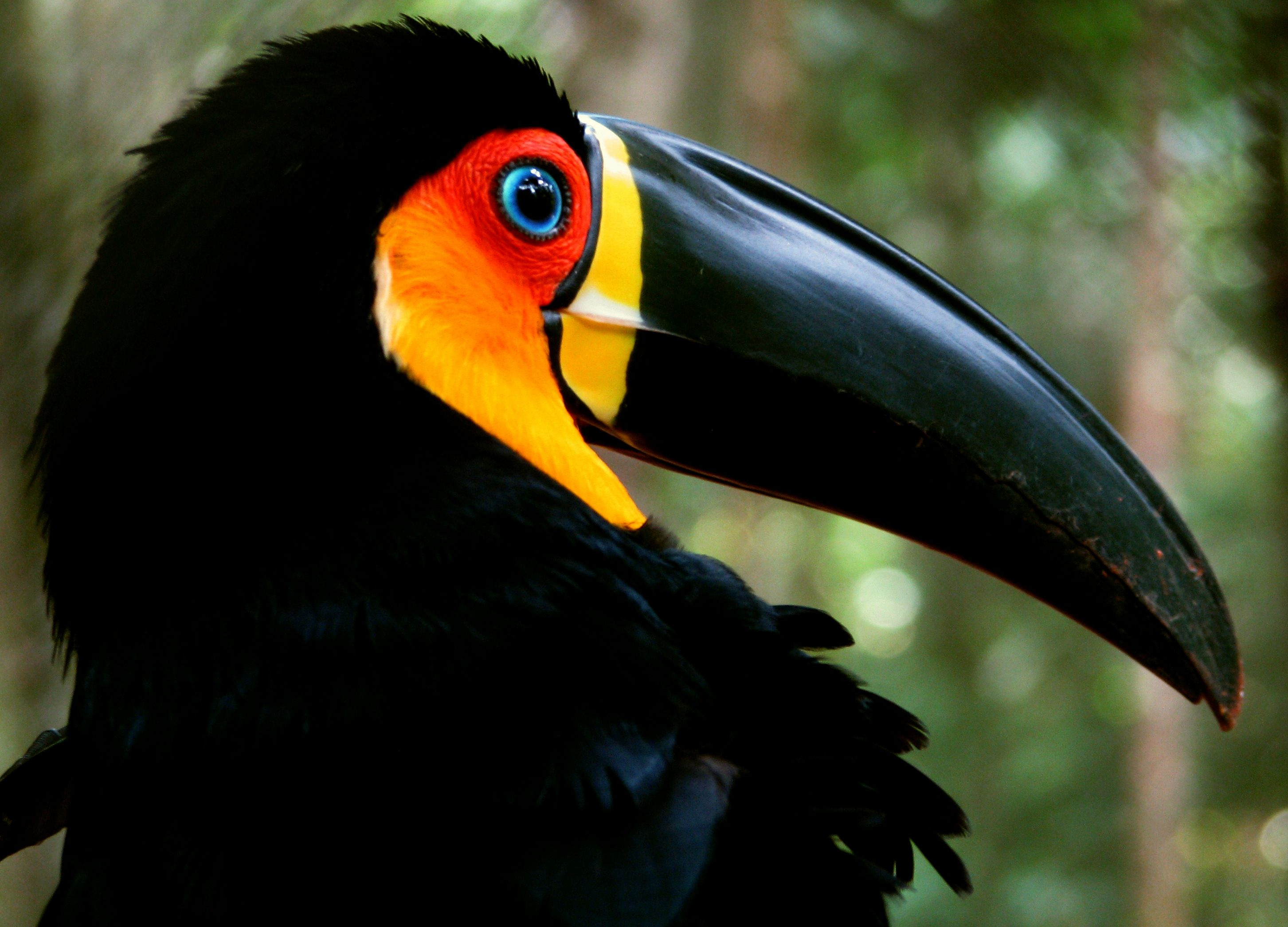
Detalle de la cabeza de un tucán ariel (Ramphastos ariel).

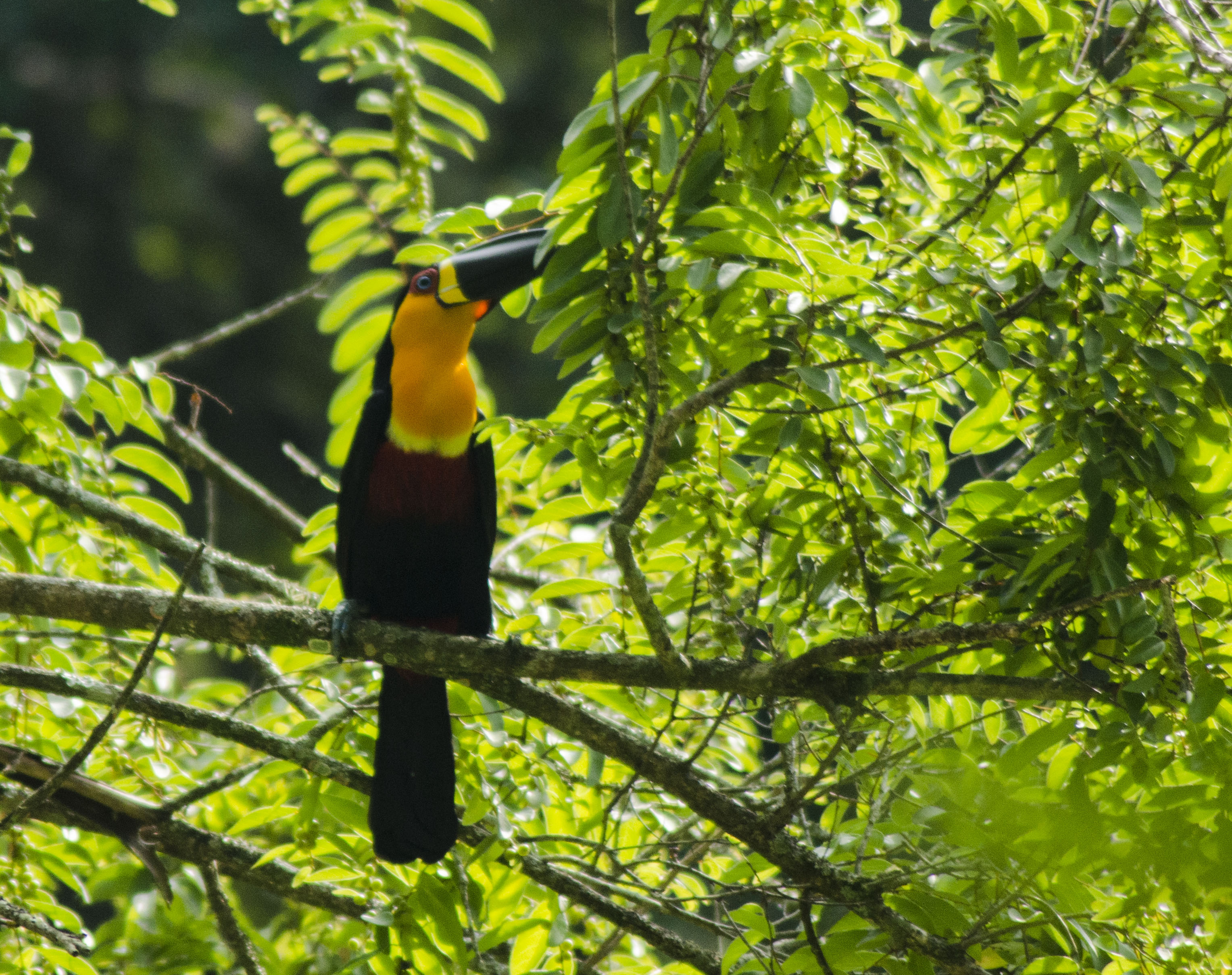
Un tucán ariel (Ramphastos ariel) silvestre en el Jardín botánico de Río de Janeiro.

Se distingue por su pico negro de base amarilla, por tener la piel alrededor del ojo celeste de color rojo (no azul como otros tucanes similares) y por exhibir la garganta y el pecho de color anaranjado (más amarillo en los ejemplares cautivos) que cambia a color rojo en el abdomen, separados ambos colores por una franja amarillo claro. Por arriba es negro, color que llega desde el pico hasta la punta de la cola y también al vientre y las plumas de las patas, salvo las sub y supracaudales que son rojas. Patas gris-celestes.

## Taxonomía
Este taxón fue descrito originalmente en el año 1826 por el zoólogo y político irlandés Nicholas Aylward Vigors. 
Durante décadas fue tratado como formando una subespecie de la especie R. vitellinus, es decir, Ramphastos vitellinus ariel. Para mediados del año 2014 se lo considera una especie plena, bajo un concepto más amplio que el de la especie biológica, tal como es el de especie filogenética.

## Estado de conservación
En la Lista Roja elaborada por la Unión Internacional para la Conservación de la Naturaleza (UICN) este taxón es categorizado como “en peligro de extinción”.